# Kráľov Brod
Kráľov Brod (in ungherese Királyrév) è un comune della Slovacchia facente parte del distretto di Galanta, nella regione di Trnava.